# Galisteo (Nowy Meksyk)
Galisteo – jednostka osadnicza w Stanach Zjednoczonych, w stanie Nowy Meksyk, w hrabstwie Santa Fe.